# Quinindé (kanton)
Quinindé – kanton w Ekwadorze, w prowincji Esmeraldas. Stolicą kantonu jest Rosa Zárate.